# Nachal Sumsum
Nachal Sumsum (hebrejsky: נחל שומשום) je vádí v severní části Negevské pouště, respektive v pobřežní nížině, v jižním Izraeli, poblíž pásma Gazy.
Začíná v nadmořské výšce okolo 100 metrů jižně od vesnice Gvar'am. Směřuje pak k jihu mírně zvlněnou, zčásti zalesněnou a zčásti zemědělsky využívanou krajinou. Severozápadně od vesnice Or ha-Ner zprava ústí do toku Nachal Šikma.